# Даогуан
Айсиньгьоро Мяньнин (кит. 愛新覺羅 綿寧; 1782—1850) — восьмой маньчжурский император государства Цин, правил под девизом «Даогуан» (Целенаправленное и блестящее) (道光). Второй сын Айсиньгьоро Юнъяня, правившего под девизом «Цзяцин». Запретил в 1839 году торговлю опиумом в Китае, чем спровоцировал Первую опиумную войну, результатом которой стало открытие всех портов Китая для иностранных торговцев и превращения Китая в полуколонию Британской империи.

## Детские и юношеские годы
Мяньнин родился, когда ещё был жив его дед — Айсиньгёро Хунли, правивший под девизом «Цяньлун». Дед очень любил внука, и часто брал его с собой на охоту. Однажды во время такой охоты 9-летний Мяньнин сумел убить оленя, что весьма позабавило деда. В 1813 году, когда императором был уже его отец, Мяньнин принимал участие в отражении нападения на Запретный город повстанцев из секты Белого лотоса.
Мяньнин стал императором в сентябре 1820 года, после неожиданной смерти его отца. Так как запрещалось употреблять при письме иероглифы, которыми записывалось имя императора, то император Хунли ввёл закон, согласно которому для записи имени императора нужно было использовать редкие иероглифы, дабы облегчить жизнь людям. Поэтому после восшествия на престол весьма распространённый иероглиф «мянь» (綿), входивший в имя «Мяньнин», был заменён на похожий иероглиф «минь» (旻), и таким образом имя «Мяньнин» сменилось на «Миньнин».

## Начало царствования

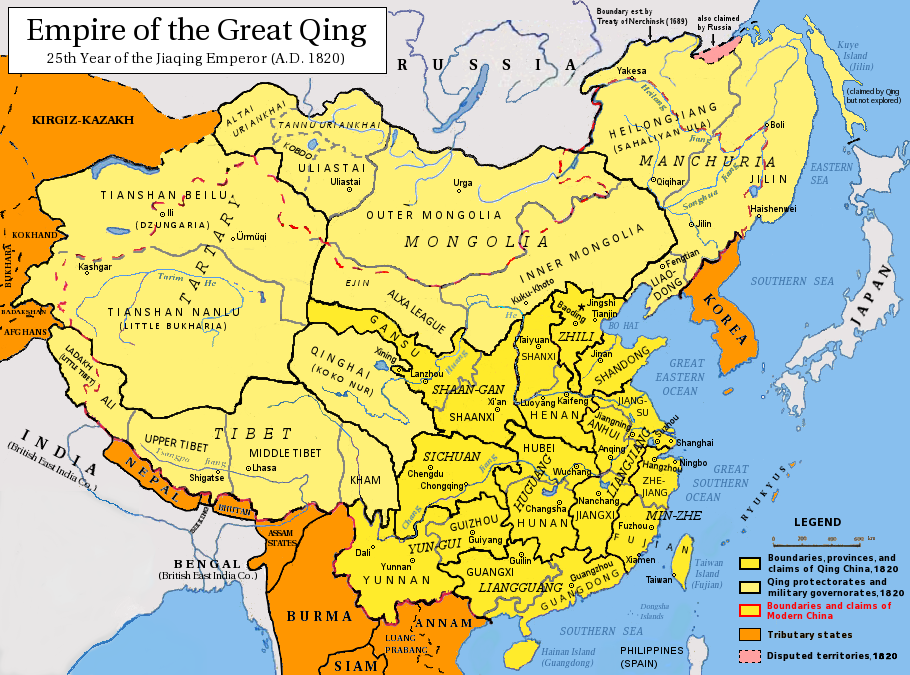
Цинская империя в 1820 году

В начале царствования Миньнина при дворе особую роль стал играть маньчжур Мучжанъа, ставший крупным политическим деятелем ещё при Юнъяне. При новом императоре, став главой Военного совета, он достиг наибольшего влияния, и в значительной мере определял его политику.
В это время росла угроза разложения «знамённых» маньчжур и их ассимиляции китайцами. Маньчжуры, для которых самым главным были верховая езда, стрельба из лука и знание родного языка, стали всё больше переходить к чисто китайской шкале общественных ценностей — изучению вэньяня, получению классического конфуцианского образования, сдаче экзаменов на учёную степень, превращению в шэньши и штатской чиновной карьере. Первое время правительство как могло боролось с этой опасностью. Так, в 1822 году император отказал в денежной субсидии школе для маньчжуров, изучавших китайскую классику, в 1833 году рекомендовал не обучать «знамённых» ничему другому, кроме верховой езды и стрельбы из лука, в 1836 году обрушил наказания на ряд высших «знамённых» командиров за допуск подчинённого к экзаменам на учёную степень без предварительных испытаний по этим двум видам военной подготовки.
Обнищание солдат и низших офицеров становилось массовым явлением, что резко снизило боеспособность армии. При этом её численность и, соответственно, военные расходы, постоянно росли. Увеличивались штат чиновничества и средства на его содержание. Ещё быстрее возрастала численность императорского двора. Расходы по содержанию государственного и военно-административного аппарата тяжёлым грузом ложились на казну. Ситуация осложнялась дальнейшим сокращением налоговых поступлений с землевладельцев — мельчавшие крестьянские хозяйства уже не могли выплачивать земельно-подушный налог в его прежних размерах. В итоге всё более росла как общая задолженность населения казне, так и ежегодная сумма недоимок. В поисках выхода правительство вводило новые налоги, брало займы у крупнейших ростовщических «переводных контор» и банкирских домов Шаньси, увеличивало ставки соляного налогообложения. Нарастание недоимок и усиление социальной напряжённости заставили императора Миньнина и Мучжану в 1830 году издать указ о прощении старых недоимок.

## Восстания неханьских народов
В стране продолжала увеличиваться масса бедняков, бродяг и нищих. Всё больше обездоленных и недовольных вступало в ряды тайных обществ. Восстания провинций стали обычным явлением; подавленные в одном районе, они вспыхивали в другом. В 1823 году произошло восстание в провинции Шаньдун, в 1830—1832 годах — в провинции Гуандун и на острове Хайнань, в 1833 году — в провинциях Сычуань и Хубэй, а в 1835 году — в Шаньси. С 1836 года началась полоса восстаний в Хунани, в 1839 году — в Гуйчжоу.
Вновь осложнилась обстановка на Тайване. Аграрные волнения из-за незаконного распределения земель чиновниками в Цзяи вылились в 1830 году в массовое выступление, быстро охватившее всю южную часть острова. Его возглавили местные братства, «Триады». Восставшие оттеснили местные войска и цинскую бюрократию в северные районы, установив в южной части острова антиманьчжурскую власть, которая продержалась здесь более двух лет. Для её ликвидации с материка были присланы карательные части и военная эскадра. С большим трудом им удалось в 1833 году восстановить маньчжурское господство на Тайване. Тем не менее с 1834 года новые восстания волнами прокатывались по всему острову и были подавлены лишь к 1844 году.
Дальнейший наплыв китайских переселенцев, налоговый гнёт и чиновный произвол вызвали в 30-х годах XIX века новые восстания неханьских народностей в Юго-Западном Китае. В начале 1832 года на юге Хунани против цинской власти поднялась народность яо во главе с Чжао Цзиньлуном. Правительство направило туда карательные войска под командованием Хай Линъа (военного губернатора Хунани), но они были полностью уничтожены. Затем к повстанцам присоединились яо северных районов провинции Гуандун. Против них были брошены крупные силы во главе с Ло Сыцзюем (военным губернатором провинции Хубэй). Они долго не могли справиться с яо, укрепившимися в горах. Только после тяжёлых боёв, вытеснив повстанцев на равнину, цинские войска взяли штурмом их крепость Янцюань и казнили руководителя обороны Чжао Цзиньлуна. Новое восстание яо вспыхнуло на юго-западе Хунани в 1836 году. Руководил им тайный союз «Лунхуа» — ответвление «Белого лотоса», возглавил его Лань Чжэнцзун (Хункуан), принявший накануне восстания княжеский титул Вэй-вана. Движение было подавлено, а его руководители казнены.

## Борьба за Кашгарию
В начале XIX века резко обострилась социально-политическая обстановка в Кашгарии. Пользуясь отсутствием контроля со стороны наместника Синьцзяна, маньчжурские и китайские чиновники без стеснения использовали своё служебное положение для быстрого личного обогащения. Кроме того, население нещадно обирали китайские купцы, по дешёвке скупая местные продукты и изделия, но втридорога сбывая привозные, особенно чай. Всё это происходило на фоне сложных взаимоотношений Цинской империи с соседним Кокандским ханством. Кокандские ханы, давая приют борцам против маньчжурских завоевателей, умело использовали их для давления на цинское правительство, и вели в этом крае сложную политику.
Жившие в Коканде в начале XIX века сыновья Сарымсака-ходжа Джахангир и Юсуф-ходжа — наследники бывших белогорских правителей Кашгарии — встали во главе движения за восстановление независимости края. Летом 1820 года Джахангир «бежал» из Коканда к киргизам, где собрал конный отряд в несколько сот сабель, и осенью прорвался через цинские заслоны. Население встретило Джихангира как освободителя. Во главе повстанцев он двинулся на Кашгар, но цинские войска не подпустили его к городу. Разбив наступавших, они учинили над повстанцами кровавую расправу. Отступив в верховья Нарына, Джахангир создал новый отряд из кокандцев, горных таджиков и киргизов. В последующие годы конница Джахангира неоднократно атаковала цинские посты и караулы на границе. Джахангир привлёк на свою сторону кокандского хана Мамеда-Али, обещав ему в случае успеха Кашгар и половину добычи.
Летом 1826 года Джахангир во главе пяти сотен всадников вновь перешёл границу, призывая уйгуров на «священную войну». К стенам Кашгара он подошёл уже с многочисленным войском. Восставшее население открыло ворота города. Стремясь восстановить былое теократическое государство белогорских ходжей, Джахангир после взятия Кашгара провозгласил себя Сеид-Султаном. В Кашгар со своим войском прибыл Мамед-Али, однако у него возникли трения с Джахангиром, и он с большей частью войска вернулся в Коканд. Повстанцы двинулись на другие города, и на десять месяцев Джахангир оказался правителем большей части Кашгарии. Повсеместно повстанцы убивали цинских чиновников, офицеров и солдат, а также китайских купцов и ростовщиков. Однако новый султан так и не стал истинным народным вождём. Он оставил без изменений саму систему феодального гнёта. Дехкане, ремесленники и мелкие торговцы всё более отходили от Джахангира. В его султанате обострилась религиозная вражда между белогорскими и черногорскими муллами. Усилилась национальная вражда — между уйгурами, с одной стороны, и служившими в армии Джахангира пришельцами из Средней Азии — с другой. Новому султану приходилось всё больше и больше полагаться на своё войско.
В цинском лагере поначалу царила растерянность, военные неудачи привели к быстрой смене одного за другим двух главноуправляющих Кашгарии. Наконец подавление восстания было возложено на нового наместника Синьцзяна — «знамённого» монгола Чанлина, скоординировавшего все необходимые экстренные действия. Джахангир как военный руководитель оказался не на высоте. Когда в октябре 1826 года цинские войска пришли на помощь осаждённым гарнизонам Аксу и Уч-Турфана, наступил перелом в военных действиях в пользу правительства. Беспощадными казнями и в то же время отменой на год поземельного налога властям удалось расколоть единство уйгуров и привлечь на свою сторону часть местных феодалов. После поражения главных сил Джахангира его сторонники сдали Кашгар. Заняв город, каратели устроили там массовую резню. В апреле 1827 года они взяли штурмом кашгарскую цитадель и разрушили мусульманскую часть города. К лету 1827 года основные очаги восстания были подавлены, Джахангир бежал за рубеж — под защиту киргизских старшин. В январе 1828 года цинским военачальникам удалось заманить Джахангира и его полутысячный отряд на свою территорию, где он был разбит. Джахангир был схвачен, доставлен в Пекин и в 1828 году казнён.
Подавление уйгурского восстания 1826—1827 годов и последующая борьба с Джахангиром обошлись цинскому правительству в 10 миллионов лянов. Это восстание потрясло саму основу цинского господства в Кашгарии, а ответные зверства карателей создавали почву для нового мусульманского выступления. Все надежды теперь возлагались на Юсуфа-ходжу — брата Джахангира. На выступление его усиленно подбивал и хан Коканда.
Осенью 1830 года Юсуф со своим отрядом перешёл границу и был радостно встречен белогорцами. Памятуя об уроках восстания Джахангира, Юсуф щедро раздавал обещания народу и при его поддержке вступил в Кашгар. Однако в Яркенде штурм цитадели окончился неудачей, восставшие потерпели там крупное поражение, после чего наступил перелом, и восстание пошло на убыль. Население поддерживало восстание гораздо меньше, чем в 1826—1827 годах, грабежи войск Юсуфа также восстановили против ходжи мирных жителей. Очень прохладно встретила белогорского ходжу черногорская секта. Цинские власти умело использовали религиозную вражду двух исламских сект. В октябре 1830 года наместник Чанлин начал наступление на повстанцев. В конце 1830 года Юсуф-ходжа с несколькими тысячами сторонников-белогорцев и пленными отступил к границе и ушёл на кокандскую территорию. Подавление длившегося четыре месяца восстания обошлось казне в 8 миллионов лянов.
Заключив с Кокандом в 1832 году фактическое торговое соглашение, Пекин разрядил обстановку на границе, но не в самой Кашгарии.

## Назревание опиумного конфликта

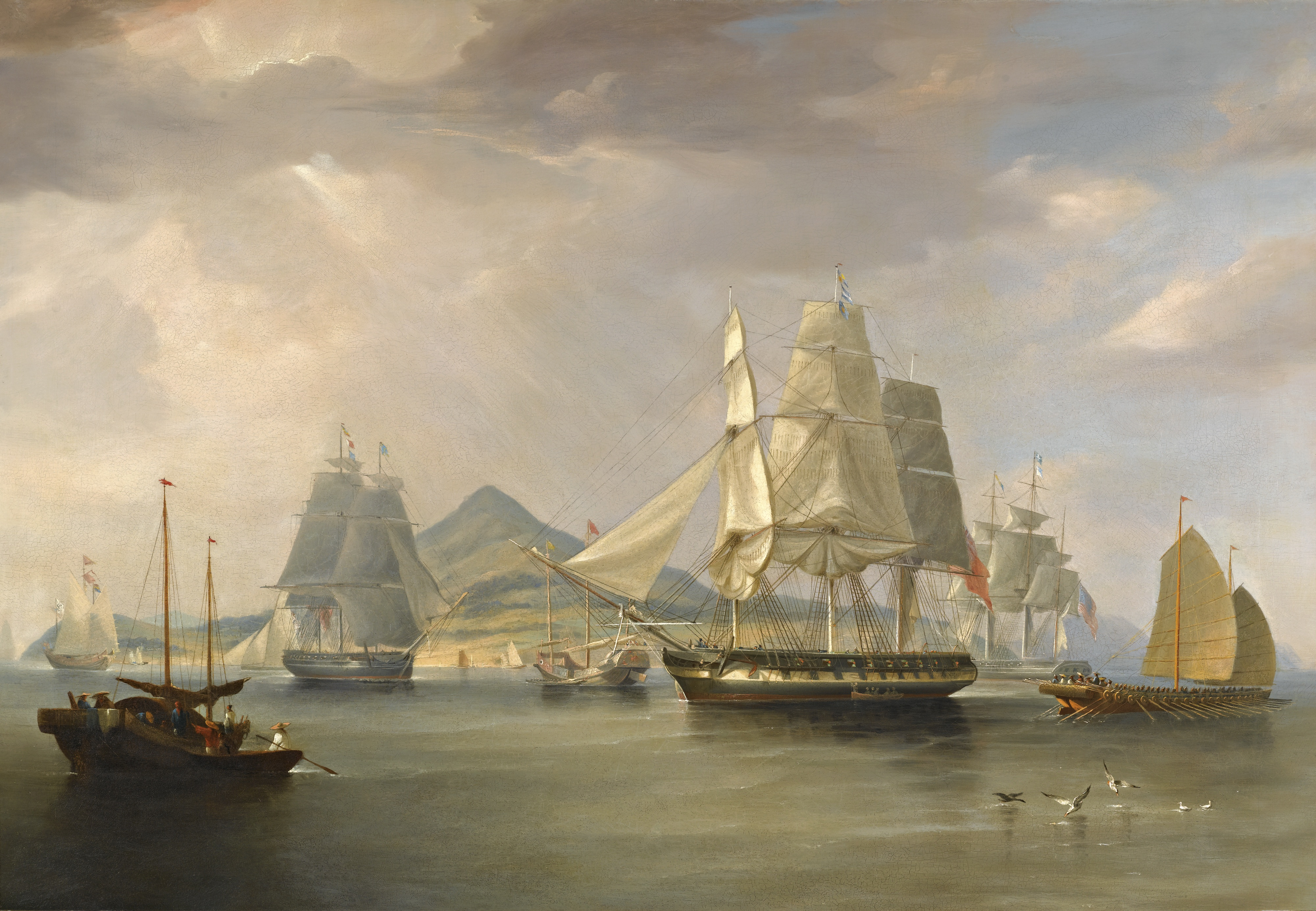
Корабли с опиумом у острова Линдин. 1824 год. С картины У.Хаггинса

Под нажимом Пекина власти провинции Гуандун в 1820 году потребовали убрать иностранные опиумные суда из китайских вод. Тогда английские опиумоторговцы перебазировались на остров Линдин в заливе Чжуцзянкоу (у устья реки Чжуцзян), и оттуда наркотик растекался во внутренние районы. По приказу из Пекина сторожевые корабли провинции Гуандун установили контроль над прилегающей к острову Линдин акваторией. Но контрабандисты стали плавать к заранее условленным стоянкам у берега, где и перегружали товар на местные джонки. Китайские правительственные тихоходные военные парусники ничего не могли поделать с быстроходными и хорошо вооружёнными клиперами англичан и американцев. Вскоре чиновники и офицеры патрульной морской службы превратили борьбу с опиумной контрабандой в доходный для себя промысел. Тайно собирая с контрабандистов и торговцев сборы, взятки и отступные, они пропускали «товар» на берег. Участие патрульных судов в опиумной контрабанде стало настолько очевидным, что Лю Кунь, назначенный в 1832 году наместником Лянгуана (в это наместничество входили провинции Гуандун и Гуанси), был вынужден сократить их число. Тем не менее, в 1836 году патрульный флот был восстановлен в прежнем составе и продолжил своё содействие тайной доставке наркотика в Китай.
Угроза истощения запасов серебра, усиление коррупции госаппарата, моральная и физическая деградация офицеров и солдат под воздействием наркотика заставляли правительство ужесточать антиопиумную политику. С 1822 по 1834 годы было издано пять законов, которыми Мяньнин и Мучжана безуспешно пытались остановить рост импорта этого наркотика и опиумокурения. Постоянно провозглашаемый в указах императора и устанавливаемый законами запрет на ввоз и перепродажу опиума использовался чиновниками всех рангов в качестве предлога для вымогания ещё больших взяток у китайских и иностранных опиумоторговцев. В стране образовалась целая коррумпированная прослойка из наркоторговцев и чиновников, наживавшихся на взятках за контрабанду. К концу 1830-х годов наркотик распространялся фактически по всей стране. Опиумные «конторы» появились не только в маленьких уездных и торгово-ремесленных городах, но и в крупных деревнях. Наркотик, трубки и принадлежности для курения продавались почти открыто.
Видя провал запретительной политики правительства, часть бюрократии и шэньши во главе с гуандунским чиновником Сюй Найцзи намеревались любой ценой остановить утечку серебра из Китая, видя в ней главную опасность. Эта группировка предлагала легализовать опиумную торговлю, взимать с иностранного зелья ввозную пошлину, но не платить серебром за сам наркотик, а обменивать его на чай, шёлк и иные китайские товары. Жертвуя здоровьем народа, они намеревались спасти казну и госаппарат, избежав при этом конфликта с Англией.

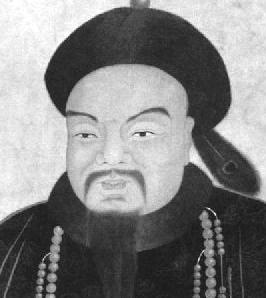
Линь Цзэсюй

Истинные конфуцианцы, с самого начала видевшие в опиуме угрозу моральным и экономическим устоям традиционного общества, в середине 1830-х годов потребовали жёстких запретительных мер против наркотика. Эту группировку возглавили Линь Цзэсюй — наместник Хугуана (в это наместничество входили провинции Хубэй и Хунань), а также столичный чиновник Хуан Цзюэцзы, историк Вэй Юань, учёный и поэт Гун Цзычжэнь, настаивавшие на введении смертной казни за продажу и курение «заморской отравы». Верой и правдой служа маньчжурской династии, они стремились уберечь её от надвигавшихся бед.
Основная же масса цинских чиновников не примыкала ни к одной из этих группировок, молчаливо приветствуя сложившуюся обстановку и тайно поддерживая опиумную контрабандную инфраструктуру внутри Китая. Легализация контрабандной торговли опиумом лишала бы их огромных тайных доходов. Эту «центристскую» силу возглавляла маньчжурская знать, и прежде всего — сам могущественный лидер Военного совета Мучжана, второй человек в империи после императора.
Между тем сам Мяньнин, получив в 1838 году тревожный доклад Хуан Цзюэцзы, осознавал опасность приближения кризиса, и издал приказ, согласно которому наместники и военные губернаторы провинций, посоветовавшись со своими подчинёнными, должны были представить двору деловые рекомендации. В ходе такого опроса правящий лагерь раскололся на две части — противников запрета и его сторонников. Так, 20 сановников, в том числе 13 маньчжуров во главе с Цишанем (наместник провинции Чжили) и Илибу (член Военного совета) практически предложили оставить всё как есть. Остальные восемь сановников, среди них шесть китайцев, предлагали решительную борьбу с опиумом. Наибольшее впечатление на Мяньнина произвёл доклад Линь Цзэсюя, прямо предупреждавшего императора, что у того скоро почти не останется солдат для защиты от врага и серебра для уплаты жалованья. Император вызвал Линь Цзэсюя в столицу, и назначил его чрезвычайным уполномоченным высшего ранга для расследования опиумных дел в провинции Гуандун и командующим морскими силами этой провинции, сохранив за ним пост наместника Хугуана. Весной 1839 года Линь Цзэсюй прибыл в Гуанчжоу и повёл энергичную борьбу с опиумокурением и торговлей наркотиком.

## Первая «опиумная» война
Прибыв в Гуанчжоу в марте 1839 года, Линь Цзэсюй потребовал от англичан и американцев сдачи всего опиума, а когда те отказались подчиниться — блокировал войсками территорию иностранных факторий и отозвал с них китайский персонал. Опиеторговцам пришлось сдать весь запас наркотика, который был полностью сожжен по приказу Линь Цзэсюя. После этого император решил поставить «варваров» на колени, объявив Китай с декабря 1839 года «закрытым» для всех коммерсантов из Англии и Индии. Все британские дельцы, их товары и корабли в январе 1840 года были удалены из Гуанчжоу. В Лондоне «закрытие» китайского рынка сочли благоприятным поводом для войны с Китаем. Мобильности и огневой мощи англичан Цинская империя могла противопоставить по сути средневековое войско, вооружённое в основном холодным оружием. Командный и рядовой состав «восьмизнамённых» и «зеленознамённых» войск находился на уровне XVII века.
В марте 1840 года Лондон направил в Китай эскадру и десантные войска. В Индии они пополнились новыми судами и сипайскими частями. В июне эскадра и экспедиционный корпус прибыли в устье реки Чжуцзян и блокировали его. В начале августа 1842 года англичане подошли к Нанкину, угрожая штурмом. Здесь, под стенами южной столицы Китая, они фактически продиктовали запуганным чрезвычайным эмиссарам императора условия мира. 29 августа на борту английского военного корабля «Корнуэллс» был подписан т. н. «Нанкинский договор».

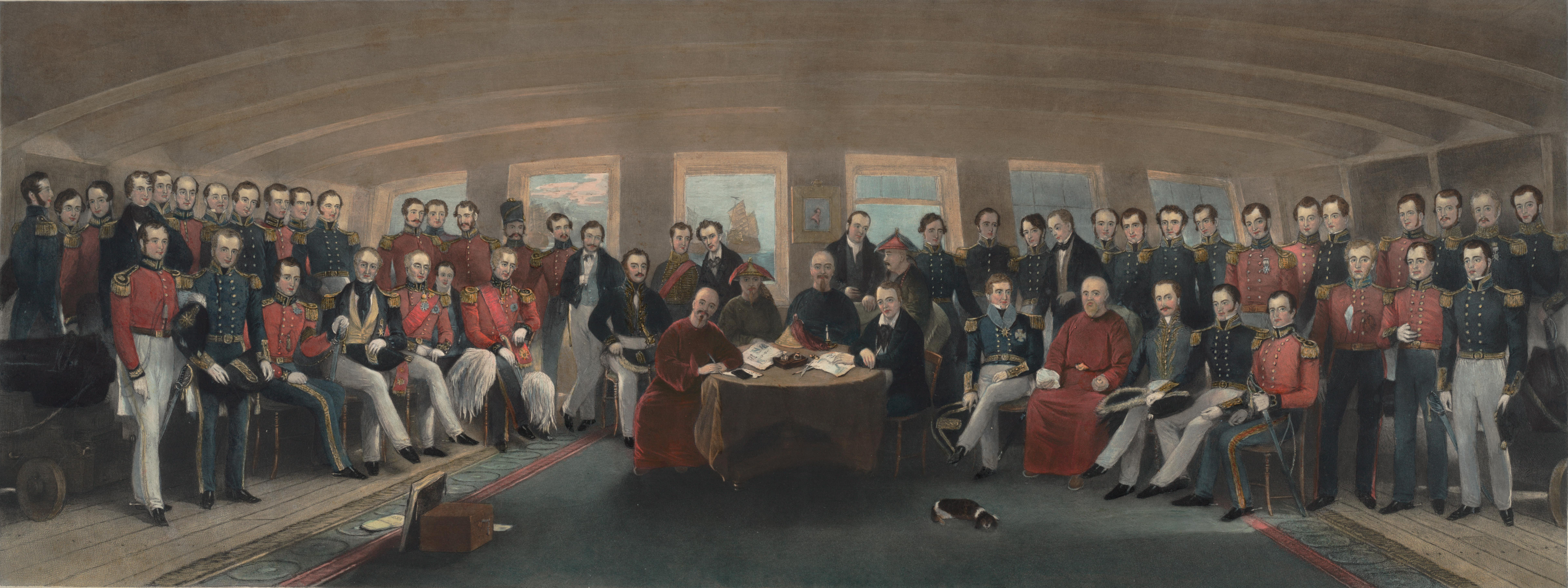
Подписание Нанкинского договора

Согласно договору, порты Гуанчжоу, Сямэнь, Фучжоу, Нинбо и Шанхай объявлялись открытыми для торговли и поселения англичан. Корпорация «Гунхан» упразднялась. Остров Гонконг переходил в «вечное владение» Великобритании. Пекин должен был уплатить Англии возмещение за опиум, долги купцов «Гунхана» и контрибуцию — всего 21 миллион долларов. Китай лишался таможенной автономии, а пошлины не должны были превышать 5 % стоимости товара. Договор стал первым неравноправным договором в новой истории Китая.

## Неравноправные договоры
Развивая достигнутый успех, Великобритания в октябре 1843 года в Хумэне навязала Пекину «Дополнительное соглашение о торговле в пяти портах». Последнее устанавливало для английских подданных право экстерриториальности и вводило консульскую юрисдикцию, то есть подсудность английским консулам, а не китайскому суду. Англичане получали возможность создать в «открытых» портах свои сеттльменты. Великобритании предоставлялось также право «наибольшего благоприятствования», то есть все привилегии, которые в будущем могла получить другая держава в Китае, автоматически распространялись на Великобританию.
Вслед за Англией, в Китай устремились другие западные державы, поспешившие воспользоваться поражением Пекина. Китай был вынужден подписать в июле 1844 года в Ванся договор с США. Этим документом на американцев распространялись права, полученные англичанами по Нанкинскому договору и Хумэньскому соглашению. В октябре 1844 года был подписан франко-китайский договор. Сверх уже полученных Англией и США привилегий, он предусматривал право католической церкви вести в Китае миссионерскую пропаганду, ставшую одним из средств идеологической экспансии Запада. Опираясь на неравноправные договоры, иностранцы стали осваиваться в «открытых» портах. Их основными оплотами стали Гонконг и Шанхай, тогда как в Гуандуне сопротивление захватчикам не прекратилось.

## Последние годы
С 1842 года вплоть до 1846—1848 годов император Мяньнин и временщик Мучжана проводили по отношению к западным державам политику уступок. Вторжение иностранного капитала обострило кризис Цинской империи. Растущий дефицит внешней торговли ускорил отток серебра из Китая, что привело к значительному повышению курса серебряного ляна и падению курса медной монеты. В результате тяжесть налогов, уплачиваемых крестьянами в медной монете, с 1842 по 1849 годы выросла в 1,5 раза. Военные расходы и выплата контрибуции ослабили финансовое положение казны. Для восполнения этих потерь государство пошло на резкое увеличение «дополнительных налогов». В итоге в послевоенные годы произошёл настоящий «фискальный взрыв». При этом стремительно росла численность лишнего, то есть вытолкнутого из сферы производства и оставшегося без постоянных средств к существованию люда.
Последней каплей, переполнившей чашу народного терпения, послужили удары стихии. Многие районы Китая пережили в 1847—1850 годах сильный неурожай, голод и эпидемии. Массовый голод 1849 года охватил десятки миллионов человек, около 1,4 миллиона человек умерло. В 1847—1849 годах имело место 52 вооружённых народных выступления. В этих условиях в южных провинциях Китая набрала силу синкретическая религиозная секта «Общество поклонения Небесному Владыке». Её создал в Гуанси в 1843 году сельский учитель, сын гуандунского крестьянина Хун Сюцюань — будущий лидер восстания тайпинов.
Мяньнин умер в 1850 году. Ему наследовал четвёртый сын Ичжу, правивший под девизом «Сяньфэн».

## Семья и дети

### Императрицы, супруги и наложницы
- Императрица Сяомучэн (1781—1808) из рода Нюхуру
- Императрица Сяошэнчэн (1792—1833) из рода Тунгия
- Императрица Сяоцюаньчэн (1808—1840) из рода Нюхуру
- Императрица Сяоцзинчэн (1812—1855) из рода Борджигин
- Императорская благородная супруга Чжуаншунь (1822—1866) из рода Уя
- Благородная супруга Тун (1817—1877) из рода Сумуру
- Благородная супруга Цзя (1816—1890) из рода Гогия
- Благородная супруга Чэн (1813—1888) из рода Нюхуру
- Супруга Хэ (?—1836) из рода Хуэйфа-Нара
- Супруга Сян (1808—1861) из рода Нюхуру
- Супруга Чан (1808—1860) из рода Хэсэри, погибла при пожаре во дворца Юаньминъюань
- Императорская наложница Чжэнь из клана Хэсэри, не была похоронена в гробнице для наложниц
- Императорская наложница Тянь (1789—1845) из рода Фуца, погибла при пожаре дворца Яньсигун в Запретном городе
- Императорская наложница Юй (1816—1898) из рода Шангия
- Императорская наложница Шунь (1811—1868) из рода Хуэйфа-Нара
- Императорская наложница Хэн (?—1876) из рода Цайгия
- Драгоценная госпожа Пин (?—1823), урождённая Чжао
- Драгоценная госпожа Дин (?—1842), урождённая Сунь
- Драгоценная госпожа Ли (?—1872), урождённая Ли
- Драгоценная госпожа На (?—1865), урождённая Хуэйфа-Нара

### Дети

#### Сыновья
- Ивэй (1808—1831) от супруги Хэ
- Иган (1826—1827) от императрицы Сяоцзинчэн
- Ицзи (1829—1830) от императрицы Сяоцзинчэн
- Ичжу (1831—1861) от императрицы Сяоцюаньчэн
- Ицун (1831—1889) от супруги Сян
- Исинь (1833—1898) от императрицы Сяоцзинчэн
- Исюань (1840—1891) от императорской благородной супруги Чжуаншунь
- Ихэ (1844—1868) от императорской благородной супруги Чжуаншунь
- Ихуэй (1845—1877) от императорской благородной супруги Чжуаншунь

#### Дочери
- Государственная принцесса Дуаньминь (1813—1819) от императрицы Сяоцюаньчэн
- НН (1825) от супруги Сян
- Государственная принцесса Дуаньшунь (1825—1835) от императрицы Сяоцюаньчэн
- Государственная принцесса Шоуань (1826—1860) от императрицы Сяоцюаньчэн
- Принцесса второго ранга Шоуцзан (1829—1856) от супруги Сян
- Государственная принцесса Шоуэнь (1830—1859) от императрицы Сяоцзинчэн
- (1840—1844) от благородной супруги Тун
- Принцесса второго ранга Шоуси (1841—1866) от благородной супруги Тун
- Государственная принцесса Шоучжуан (1842—1884) от императорской благородной супруги Чжуаншунь
- (1844—1845) от благородной супруги Тун